# Dar Bouazza
Dar Bouazza (arabiska: دار بوعزة) är en stad i Marocko. Den ligger i provinsen Nouaceur och regionen Casablanca-Settat, 100 km sydväst om huvudstaden Rabat. Antalet invånare var 151 373 vid folkräkningen 2014.